# Prințul Bernhard de Saxa-Weimar-Eisenach
Prințul Carl Bernhard de Saxa-Weimar-Eisenach (n. 30 mai 1792, Weimar, Saxa-Weimar – d. 21 iulie 1862, Bad Liebenstein, Turingia, Germania) a fost lider militar care în 1815, după Congresul de la Viena a devenit colonel al unui regiment în serviciul regelui Țărilor de Jos. A luptat în Bătălia de la Quatre Bras și Bătălia de la Waterloo unde a comandat Brigada a 2-a a Diviziei a 2-a olandeze.